# Ethan Mitchell
Ethan Mitchell (ur. 19 lutego 1991 w Auckland) – nowozelandzki kolarz torowy, wicemistrz olimpijski i wielokrotny medalista mistrzostw świata.

## Kariera
Pierwszy sukces w karierze Ethan Mitchell osiągnął w 2007 roku, kiedy zdobył złoty medal w wyścigu na 1 km podczas kolarskich mistrzostw Oceanii w kategorii juniorów. W 2010 roku wziął udział w mistrzostwach świata w Kopenhadze, gdzie w wyścigu na 1 km był piętnasty, a w sprincie indywidualnym rywalizację zakończył na 24. pozycji. W tym samym roku na igrzyskach Wspólnoty Narodów w Nowym Delhi zajął drugie miejsce w sprincie drużynowym. Rok później, podczas kolarskich mistrzostw Oceanii zdobył złoty medal w tej samej konkurencji. Ponadto na mistrzostwach świata w Melbourne w 2012 roku wspólnie z Samem Websterem i Edwardem Dawkinsem zdobył brązowy medal w sprincie drużynowym. Parę miesięcy później brał udział w igrzyskach olimpijskich w Londynie, gdzie reprezentacja Nowej Zelandii była piąta w sprincie drużynowym. Kolejny medal zdobył podczas rozgrywanych w 2013 roku mistrzostw świata w Mińsku, gdzie razem z Websterem i Dawkinsem zajął tym razem drugie miejsce. Na mistrzostwach świata w Cali w 2014 roku Nowozelandczycy w tym samym składzie zwyciężyli w sprincie drużynowym.